# フランシス・ステュアート (第11代マリ伯爵)
第11代マリ伯爵フランシス・ステュアート（英語: Francis Stuart, 11th Earl of Moray、1795年11月7日 – 1859年5月6日）は、イギリスの貴族。1810年から1848年までドゥーン卿の儀礼称号を使用した。

## 生涯
第10代マリ伯爵フランシス・ステュアートと1人目の妻ルーシー・スコット（Lucy Scott、1798年8月3日没、ジョン・スコットの次女）の長男として、1795年11月7日に生まれた。青年期より精神異常者だったという。
1848年1月12日に父が死去すると、マリ伯爵の爵位を継承した。
1859年5月6日に死去、生涯未婚だったため弟ジョンが爵位を継承した。